# Conus riosi
Conus riosi é uma espécie de gastrópode do gênero Conus, pertencente a família Conidae.